# 巴赫拉姆·缅季巴耶夫
巴赫拉姆·缅季巴耶夫（1983年8月27日—）是一名乌兹别克斯坦举重运动员，身高1.70米。2010年参加广州亚运会，以306千克的成绩获69公斤级比赛第七名。